# Philipp Müller (Physiker)
Philipp Müller (* 11. Februar 1585 in Herzberg; † 26. März 1659 in Leipzig) war ein deutscher Physiker, Mathematiker und Mediziner.

## Leben
Der Sohn des damaligen Rektors Johann Müller (1557–1609) und dessen Frau Benigna, Tochter des Theologen in Wetterau Peter Lormann, wurde durch den Vater ausgebildet und immatrikulierte sich im Wintersemester 1599 an der Universität Leipzig. Nach seiner Ausbildung durch Privatlehrer und dem Besuch von Vorlesungen an der Universität hatte er das Wissen erworben, mit dem er am 13. März 1603 Baccalaureus und am 26. Januar 1604 Magister der Philosophie wurde. Müller schlug eine akademische Laufbahn ein, absolvierte medizinische Studien, hielt Privatvorlesungen und wurde 1608 Assessor an der philosophischen Fakultät.
Nach dem Tod seines Vaters kehrte er zu dessen Hausstand zurück, wo er sich vor allem um familiäre Angelegenheiten kümmerte. Nach dem Tod seiner Mutter unternahm er 1611 eine Bildungsreise, bei der er sich drei Monate lang in Basel aufhielt. Mit Joachim Burser (1583–1639) unternahm er weitere Reisen, die nach Montbéliard führten. Dort hielt er sich anderthalb Jahre auf, beschäftigte sich mit Kräutern und wurde Baccalaureus der Medizin. 1613 wechselte er an die Universität Paris, wo er anatomische Studien betrieb und weitere französische Städte kennenlernte.
1614 kehrte er nach Leipzig zurück, wurde dort noch im selben Jahr Professor der Physik und erwarb 1616 mit einer Disputation über die Pest das Lizentiat der Medizin. Fortan wirkte er auch als praktischer Arzt, übernahm 1616 die Professur der Mathematik und wurde im selben Jahr auch Kollegiat am kleinen Fürstenkollegium. Später wurde er auch Mitglied des großen Fürstenkollegiums. 1617 wurde er Professor der Philosophie, übernahm als Ephorus die Inspektion der kurfürstlichen Stipendiaten, zudem 1621 die Verwaltung des botanischen Gartens (bis 1650) und wurde 1624 Decemvir der Hochschule.
Müller beteiligte sich auch an den organisatorischen Aufgaben der Leipziger Hochschule. So war er achtmal Dekan der philosophischen Fakultät, deren Senior er auch geworden war, viermal Prokanzler, im Sommersemester 1623 Prorektor der Hochschule und im Sommersemester 1633 gleichbedeutender Rektor der Alma Mater. Müller, der mit Johannes Kepler in Verbindung stand, beschäftigte sich besonders mit Astronomie, Botanik und medizinischen Themen. Der deutsche Naturwissenschaftler Erhard Weigel ist sein Schüler. In der Mathematik erlangte er keine besondere Bedeutung.
Er starb an Altersschwäche und wurde am 1. April in der Leipziger Paulinerkirche begraben, wo man ihm ein Epitaph errichtete.

## Familie
Müller war zwei Mal verheiratet. Seine erste Ehe schloss er 1616 mit Susanna Giebelhausen († August 1638) aus Aschersleben, der Witwe des Lizentiaten der Medizin und Professors der Physik Wolfgang Corvinus (1562–1614). Die Ehe blieb kinderlos. Seine zweite Ehe ging er am 16. November 1640 mit Elisabeth (* 11. September 1618 in Grimma; † 31. Juli 1682 in Leipzig), der Tochter des Rektors der Fürstenschule in Grimma Johann Merck und Witwe des Diakons in Borna Andreas Walter, ein. Aus dieser Ehe stammen drei Söhne und eine Tochter. Seine Witwe verheiratete sich in dritter Ehe mit dem Leipziger Professor der Philologie und Geschichte Christian Friedrich Franckenstein (1621–1679). Bekannt von den Kindern ist:
- Johann Philipp Müller wurde Fürstlich sächsischer außerordentlicher Hofadvokat und Rechtsberater in Altenburg
- Adam Wilhelm Müller erreichte den Magistergrad und studierte Medizin
- Johann Christoph Müller wurde Pfarrer in Baalsdorf und Stötteritz (hatte 3. Söhne und 2. Töchter)
- Anna Elisabeth Müller verh. mit Johannes Olearius

## Werke (Auswahl)
- Arithmetices et Geometriae eclogae ex operibus Aristelis. Leipzig 1625
- Miracula & Mysteria Chymico-Medica. Libris quinq[ue] (quorum summam pagina versa exhibet,) enucleata. Editio quarta. Berger, Wittenberg 1623. (Digitalisat)
- Ēmerologia, seu Problema astronomicogeographicum de aequalitate et inaequalitate dierum : artificialium & noctium secundum diversitatem regionum terrae & partium anni continens nucleum & medullam doctrinae sphaericae ad amussimo doctrinae analyticae Aristoteléae revocatum ut sit pro exemplo praeceptorum illius doctrinae atq[ue] unà cum alijs quisbusdam jucundis problematis publicae disquisitioni subjectum in Academiâ Lipsiensi ad calendas decembris proximas. Leipzig 1621. (Digitalisat)
- Horologia, id est, de quatuor anni temporibus dissertatio philologica. Respondent: Christian Schurer. Ritzsch,  Leipzig 1626. (Digitalisat)
- Epistola de usu musculorum.
- Hypotyposis cometae nuperrime visi, una cum brevi repetione doctrinae cometicae. Liger, Leipzig 1619. (Digitalisat)
- De Comitiis secularibus Politiae coelestis, s. de conjunctionibus magnis superiorum planetarum. Leipzig 1624
- Disputatio Physica De Natura Temperamentorum Et Concoctionis. Respondent Konrad Zieritz. Ritzsch, Leipzig 1631. (Digitalisat)
- Disputatio Ex Circvlo Mathematico Estachyologēmenē. Respondent: Andreas Bachman. Leipzig 1624
- De plantis in genre. Lantzenbergr, Leipzig 1607. (Digitalisat)
- De fimilarium generatione, concretione et dissolutione. Leipzig 1615
- Analysis cap. Ult. In lib. 2 et cap. I in lib. 2 meteor. Aristotelis de tonitru, fulgure et fulmine. Leipzig 1648